# Attanasio cavallo vanesio (film)
Attanasio cavallo vanesio è un film commedia del 1953 diretto da Camillo Mastrocinque e interpretato da Renato Rascel, ispirato alla omonima commedia teatrale di Garinei e Giovannini. È uno dei primi film italiani a colori, girato con sistema Ferraniacolor.

## Trama
Il fantino Leo ha una predilezione per l'amica Lea. Ottiene un cavallo di nome Attanasio tramite un'asta. Attraverso varie avventure, Leo vincerà nello sport grazie al cavallo e successivamente sposerà la sua innamorata Lea.

## Produzione
Prodotto da Gustavo Lombardo, per la Titanus, fu girato negli studi della Farnesina.
È il film d'esordio di Sandra Mondaini.